# Serenad nr 10 (WA Mozart)
Serenad nr. 10 i Bb-dur, Köchel 361, ofta kallad "Gran Partita", är en serenad för 13 blåsinstrument skriven omkring år 1784 av Wolfgang Amadeus Mozart. Av hans kammarmusikverk anses Gran Partita vara bland de allra främsta. Den består av följande sju satser:
- I. Largo. Molto Allegro
- II. Menuetto
- III. Adagio
- IV. Menuetto. Allegretto
- V. Romance. Adagio
- VI. Tema con variazioni
- VII. Molto Allegro

Serenaden är komponerad för 2 oboer, 2 klarinetter, 2 bassetthorn, 2 fagotter, 4 valthorn och kontrabas (ibland kontrafagott). Mozart låter klarheten hos ett individuellt instrument, som klarinetten i inledningen, kontrasteras mot den rika och varma klangen i hela ensemblen.